# Кристиан (Брауншвайг-Люнебург)
Кристиан Стари (на немски: Christian der Ältere; * 9 ноември 1566, † 8 ноември 1633) от род Велфи (Нов Дом Люнебург) е херцог на Брауншвайг-Люнебург, от 1599 до 1625 г. епископ на Mинден и княз на княжество Люнебург от 1611 до 1633 г.

## Произход и управление
Той е вторият син на херцог Вилхелм Млади и съпругата му Доротея Датска (1546–1617).
След смъртта на баща му през 1592 г. той поема управлението, според договор, първо за 8 години заедно с брат му Ернст II (1564 – 1611). Наследява брат си през 1611 г.